# .pl
.pl — в Інтернеті, національний домен верхнього рівня (ccTLD) для Польщі.

## Домени 2-го та 3-го рівнів
У цьому національному домені нараховується близько 1,160,000,000 вебсторінок (станом на січень 2016 року).
У наш час використовуються та приймають реєстрації доменів 3-го рівня такі доменні суфікси (відповідно, існують такі домени 2-го рівня):
| Суфікс   | Регламентовані користувачі                                            |
| .ac.pl   | Наукові та дослідницькі установи, коледжі, університети або інститути |
| .asn.pl  | Асоціації та неприбуткові організації                                 |
| .biz.pl  | Комерційні установи, корпорації                                       |
| .co.pl   | Комерційні установи, корпорації                                       |
| .com.pl  | Комерційні установи, корпорації                                       |
| .edu.pl  | Наукові та дослідницькі установи, коледжі, університети або інститути |
| .gb.pl   | Державні та урядові установи                                          |
| .gov.pl  | Державні та урядові установи                                          |
| .id.pl   | Родини, приватні особи                                                |
| .info.pl | Вебмайданчики інформаційного змісту                                   |
| .int.pl  | Міжнародні організації                                                |
| .it.pl   | Міжнародні організації                                                |
| .mil.pl  | Військові організації                                                 |
| .net.pl  | Провайдери, організації, пов'язані з мережами                         |
| .org.pl  | Неприбуткові, неурядові організації                                   |
| .pb.pl   | Видавництва                                                           |
| .pp.pl   | Родини, приватні особи                                                |
| .priv.pl | Родини, приватні особи                                                |